# Siem Wellinga
Siem Wellinga (Boekelo, 1931. március 9. – Enschede, 2016. december 18.) holland nemzetközi labdarúgó-játékvezető.

## Pályafutása
1967-ben lett az I. Liga játékvezetője. Az aktív nemzeti játékvezetéstől 1978-ban vonult vissza.
A Holland labdarúgó-szövetség (KNVB) Játékvezető Bizottsága (JB) terjesztette fel nemzetközi játékvezetőnek, a Nemzetközi Labdarúgó-szövetség (FIFA) 1975-től tartotta nyilván bírói keretében. Több nemzetek közötti válogatott és klubmérkőzést vezetett, vagy működő társának partbíróként segített. Az aktív nemzetközi játékvezetéstől 1976-ban búcsúzott.

## Külső hivatkozások
- Siem Wellinga. World Referee. [2012. május 18-i dátummal az eredetiből archiválva]. (Hozzáférés: 2013. január 31.)
- Siem Wellinga. footballdatabase.eu. (Hozzáférés: 2013. január 31.)